# Président de la république de Gambie
Le président de la république de Gambie (en anglais : President of the Republic of the Gambia) est le chef d'État de la Gambie.

## Système électoral
Le président gambien est élu au scrutin uninominal majoritaire à un tour pour un mandat de cinq ans, sans limitation du nombre de mandats.
Le système électoral gambien possède la particularité de ne pas recourir à des bulletins de vote en papier déposés dans une urne classique, mais à des billes que les électeurs placent dans des bidons, chaque candidat en lice se voyant attribué un bidon distinct peint dans la couleur de son parti et sur lequel figure sa photo. Les urnes sont disposées dans un isoloir à l'abri des regards, protégeant le secret du vote, tandis que l'insertion d'une bille dans une urne déclenche une clochette, permettant aux scrutateurs de s'assurer que l'électeur n'a voté qu'une fois. Le système est mis en avant pour son cout très faible et sa simplicité qui conduit à un taux très faible d'erreurs, dans un pays où l'analphabétisme touche la moitié de la population,,.
Lors du « dépouillement » — qui prend la forme d'un simple comptage — l'urne d'un candidat est descellée et son contenu versé en une ou plusieurs fois sur des planches à trous d'une capacité de 200 à 500 billes chacune. Une fois les scrutateurs d'accord sur le nombre de billes, celle ci sont remises dans l'urne qui est conservée en cas de contestation du résultat, et les scrutateurs passent à l'urne du candidat suivant. L'opération, répétée dans chaque bureau de vote, est très rapide, et les résultats en général connus au niveau national dès le lendemain du scrutin.

## Liste

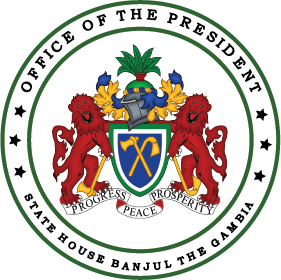
Sceau de l'administration du président de la république de Gambie.